# Madoera Stoomtram Maatschappij
| Madoera Stoomtram Maatschappij | Madoera Stoomtram Maatschappij |
| ------------------------------ | ------------------------------ |
| Madoera Tram, 1930.            |                                |
| Streckenverlauf um 1915        |                                |
| Streckenlänge:                 | 142 km                         |
| Spurweite:                     | 1067 mm (Kapspur)              |
|                                |                                |

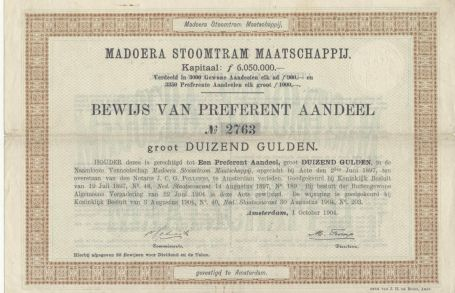
Vorzugsaktie über 1000 Gulden, 1. Oktober 1904

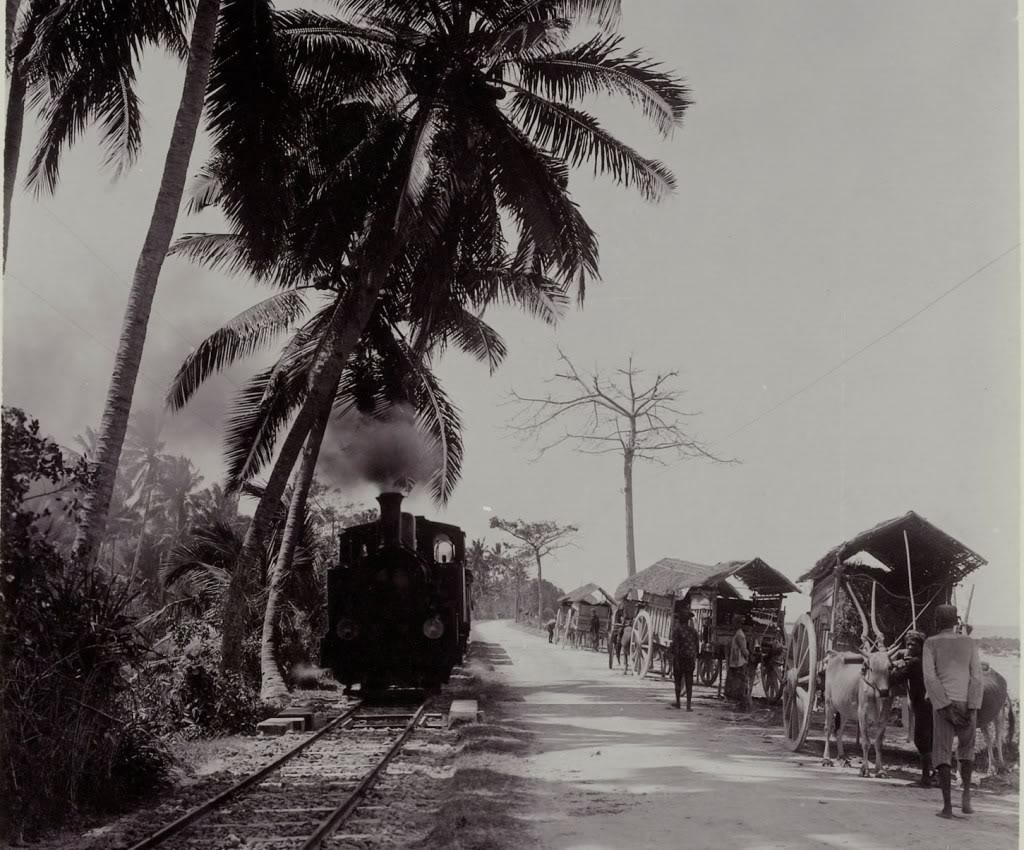
Die Bahn fuhr meist entlang von bestehenden Straßen

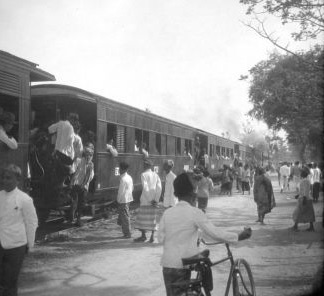
Zug an einer Haltestelle der MSTM

Die Madoera Stoomtram Maatschappij (MSTM, niederländisch für  Maduresische Dampfstraßenbahngesellschaft) auf der Insel Madura in der heutigen indonesischen Provinz Jawa Timur (Ostjava) war eines der Eisenbahnunternehmen in Niederländisch-Indien. Die Gesellschaft hatte ihren Firmensitz in ’s-Gravenhage und wurde 1896 konzessioniert. Sie nahm 1901 die ersten Dampfstraßenbahnen in Betrieb, um das westliche mit dem östlichen Ende der Insel zu verbinden.

## Geschichte

### Gründung und Anfangszeit
Ab 1884 entstanden ernsthafte Pläne für den Bau von Straßenbahnen auf Madura. Eine Reihe von Konzessionsanträgen für eine Straßenbahn wurden von der Regierung nicht gewährt, weil die Antragsteller die Konzessionsbedingungen nicht erfüllen konnten. Am 26. September 1896 veröffentlichte der ehemalige Verwalter der Nederlandsch-Indische Spoorweg Maatschappij, E. M. Collard, eine Petition, in der er sich um eine Konzession für den Bau und den Betrieb einer Dampfstraßenbahn auf Madura, von Kamal über Bangkalan, Sampang, Pamekasan und Soemenep zum Hafen von Kalianget bewarb. Durch den Beschluss Nr. 26 der Regierung vom 10. November 1896 wurde die Konzession erteilt. Die Genehmigung zur Einrichtung der Madoera Stoomtram Maatschappij wurde dann durch den königlichen Erlass Nr. 48.1 vom 19. Juli 1897 gegeben.
Durch die Hinterlegung des Garantiekapitals in den Niederlanden wurde der Bau der Strecke abgesichert. So wurde 1897 die Madoera Stoomtram Maatschappij gegründet, um den „Bau und Betrieb einer Dampfstraßenbahn in der Residenz Madoera von Kamal über Bangkalan, Sampang, Pamekasan und Soemenep nach Kaliang“ durchzuführen und „andere Straßenbahnen auf Madura oder anderswo in Niederlandisch-Indien zu konstruieren, zu kaufen oder zu verwerten, zu etablieren, zu übernehmen, sowie deren Betrieb und den Betrieb von Schiffen und anderen Transportmitteln und Anlagen durchzuführen oder sich an Unternehmen zu diesem Zweck zu beteiligen.“
Die Strecke wurde von 1898 bis 1901 wie folgt gebaut und in Betrieb genommen: Kamal–Bangkalan (1898), Bangkalan–Tunjung (1899), Tunjung–Kwanyar (1900), Tanjung–Kapedi (1900), Kapedi–Tambangan (1900), Tambangan–Kalianget (1899), Kwanyar–Blega (1901), Tanjung–Sampang (1901) und Sampang–Blega (1901).
Das Unternehmen erhielt einen Direktor aus Amsterdam, der für das tägliche Management zuständig war. Dieser wurde von der Hauptversammlung bestellt und von Kommissionsmitgliedern des Verwaltungsrats überwacht. Auf Madura wurde ein Verwalter, der für das Management und die tatsächliche Nutzung der Bahn verantwortlich war, eingesetzt. Er hatte offiziell den Titel Hauptvertreter (niederländisch Hoofdvertegenwoordiger) wurde aber in praxi für eine lange Zeit Administrator genannt. Er führte eine regelmäßige Korrespondenz mit dem Direktor und wurde auch durch das lokale Komitee, das einen Sitz in Surabaya hatte, betreut.

### Gütertransport
Dem Gütertransport wurde von Anfang an eine wichtige Rolle beigemessen: Bei der Gründung wurde angenommen, dass der Salztransport eine wichtige Rolle eine Einnahmequelle für die Gesellschaft spiele. Die Produktion und der Verkauf von Salz waren in Indonesien ein Monopol der Regierung. Im ersten Jahresbericht der Madoera Stoomtram Maatschappij erwähnte deren Direktor, M. Tromp, es sei zu erwarten, dass der Salztransport auf dieser Strecke stattfinden werde, da die Regierung zum Zeitpunkt der Gründung gerade damit begonnen hatte, das Salz zu Briketts zu pressen. Daher wurde erwartet, dass die gesamte Lieferung von Rohsalz, Briketts und Brennstoffen über die Bahn abgewickelt werden könne. Der Generalgouverneur wurde gebeten, die Salzlager so nahe wie möglich an den Haltestellen der Dampfstraßenbahn zu errichten. Nach Fertigstellung der Strecke hoffte das Unternehmen, den Transport der Salzvorräte, die von Sampang und Soemenep in die östlichen Residenzen von Java transportiert wurden, zu übernehmen. Die erste öffentliche Ausschreibung für den Salztransport zeigte jedoch, dass die Straßenbahn nicht mit dem Landverkehr konkurrieren konnte. Später transportierte die Straßenbahn zwar etwas Salz, aber der Personen-, Vieh- und Güterverkehr bildeten weiterhin das Haupteinkommen der Gesellschaft.

### Integration in die V.N.I.S.T.M.
Die Effizienz der Straßenbahnen, die im Bau relativ teuer waren, blieb hinter den Erwartungen zurück, was zu verschiedenen finanziellen Umstrukturierungen führte. Um den Nahverkehr besser in den Griff zu bekommen, wurden auch kleinere Schiffsverbindungen zum Festland von Java betrieben und auf der Insel selbst wurden ab 1928 umfangreiche Busverbindungen unterhalten.
Im Jahr 1911 wurde der „Unterstützungsfonds für die Mitarbeiter des N.V. Madoero Stoomtram Maatschappij“ eingerichtet, um die Sozialbestimmungen für europäisches und indisches Personal in Niederländisch-Indien zu regeln. Im Jahr 1914 wurde im Rahmen einer Stiftung ein Spar- und Versicherungsfond für europäische und äquivalente Mitarbeiter der N.V. Madoera Stoomtram Maatschappij eingerichtet. Damit sollten die Pensionsrückstellungen für europäisches Personal in Form eines Kapitals oder einer Rente geregelt werden.
J. Th. Gerlings, der Direktor der in Java beheimateten „Vier Zuster-Maatschappijen“, schickte 1917 einen Brief an die Direktoren der anderen Straßenbahnunternehmen mit dem Vorschlag, eine gemeinsame Interessengruppe zu gründen. Diese Initiative führte am 16. Juni 1917 zur Gründung der Vereeniging van Nederlandsch-Indische Spoorentramwegmaatschappijen.
(V.N.I.S.T.M.).

### Zweiter Weltkrieg
Ab dem 10. Mai 1940 war das in den Niederlanden ansässige Management und der Aufsichtsrat derMadoera Stoomtram Maatschappij aufgrund der Entscheidung des in London ansässigen Komitees für legalen Verkehr in Kriegszeiten (Commissie voor Rechtsverkeer in Oorlogstijd, CORVO) nicht mehr berechtigt, ihre Funktion außerhalb des besetzten Territoriums auszuüben.
Während der japanischen Besatzung und dem anschließenden indonesischen Unabhängigkeitskampf erlitt die Straßenbahn erhebliche Schäden. Der Großteil des Personals wurde im Laufe des Jahres 1942 von den Japanern interniert, so dass Ende 1942 fast alle europäischen Mitarbeiter mit ihren Familien in den japanischen Gefängnissen oder Internierungslagern gefangen gehalten wurden. Die sogenannte Madoera-Affäre war im August 1942 die Festnahme und im Februar 1944 die Exekution von 62 Führungskräften der Maduresischen Salzgewinnungsfirma und der Madoera Stoomtram Maatschappij durch die Japaner während der japanischen Besetzung der Niederländisch-Ostindischen Inseln. Im August 1942 wurde ein als „verloren“ gemeldeter Güterwagen der Madoera Stoomtram Maatschappij, der mit für die Königlich Niederländisch-Indische Armee bestimmter Munition beladen war, durch eine japanische Patrouille gefunden. Dieser Wagen wurde auf dem Hof von Ngawi gefunden. Durch ein Leck bekam die Militärpolizei Kempeitai in den Besitz einer Liste von Namen des Abrisskommandos, das kurz vor der Besetzung der Insel wichtige Einrichtungen auf der Insel schwer beschädigt hatte. Die Kempeitai erfuhr auch von einem Plan der Chemiker aus dem Salzgewinnungsanlagen, mit einem chemischen Prozess aus Salz Sprengstoff zu machen. Daher vermuteten die Japaner, dass es Funkverbindungen mit Verbündeten gab. Unter dem Verdacht der illegalen antijapanischen Aktivitäten wurde das gesamte Management dieser Unternehmen verhaftet und später auch hingerichtet. Das festgenommene Verwaltungspersonal blieb interniert.
Der Vorstand wurde dem Hauptvertreter in Niederländisch-Indien unterstellt. Nach der Kapitulation 1942 wurden die Eisenbahn- und Straßenbahnen in Indien sofort von der japanischen Armeeführung übernommen. Bald darauf wurde die direkte Leitung auch von den Japanern übernommen, die die staatlichen Eisenbahnen, die privaten Eisenbahnen und Straßenbahnen und den Straßenverkehr unter ein zentrales japanisches Management in Bandoeng brachten.

### Nachkriegszeit
Nach der Rückkehr der Niederländisch-Indonesischen Regierung unter Generalleutnant Van Mook informierte der damalige Direktor für Verkehr, öffentliche Arbeiten und Wasserwirtschaft die Vertreter der Firmen darüber, dass die Reparatur und Wiederverwendung des Eisenbahnwesens zentral angeordnet und geregelt werden sollte. Die privaten Eisenbahn- und Straßenbahnunternehmen würden deshalb vorübergehend von der Regierung übernommen. Zu diesem Zweck wurde die Kooperationsunternehmensverordnung („Verordening Medewerking Bedrijven“) von Van Mook angenommen.
Die Absicht war, dass sich die privaten Unternehmen mit den Staatsbahnen zu einer Vereinigten Eisenbahngesellschaft zusammenschließen. Diese würde von einer zu diesem Zweck von der Regierung bestimmten Behörde geleitet und verwaltet werden. Die privaten Unternehmen würden eine jährliche Entschädigung für die Nutzung ihrer Unternehmen durch den Staat erhalten.
Diese Angelegenheiten, die für alle Gesellschaften so wichtig waren, wurden in der V.N.I.S.T.M. besprochen. Sie waren sich dessen bewusst, dass das Eisenbahnnetz unter der japanischen Besatzung als eine Einheit betrieben worden war und es daher schwierig wäre, es wieder aufzuteilen. Es wäre unwahrscheinlich gewesen, dass die Unternehmen wieder ihre frühere Handlungsfähigkeit erreichen hätten können. Nach langen Verhandlungen mit der Regierung wurde das Verhältnis zwischen Staat und Gesellschaften vorläufig durch Verordnung des Generalgouverneurleutnants vom 14. Februar 1948 Nr. 12 geregelt, in der auch die Gebühren für die Nutzung festgelegt wurden. Es wurde unter anderem bestätigt, dass der Vertrag rückwirkend zum 1. Januar 1946 gültig wurde.

### Verstaatlichung
Bei der Übertragung der Souveränität im Dezember 1949 wurden alle Rechte und Pflichten auf die Republik Indonesien übertragen. Die jährlichen Gebühren an private Bahn- und Straßenbahnunternehmen wurden von der Djawatan Kereta Api, der Indonesischen Staatsbahn, weitergeführt. Bald danach gab der indonesische Kommunikationsminister der V.N.I.S.T.M. zu verstehen, dass die Eisenbahnen in staatlichem Besitz bleiben würden, mit der Absicht, sie zu übernehmen. Die finanzielle Situation des Staates stellte jedoch ein Hindernis für die baldige Umsetzung dieser Absicht dar, so dass die bisherige Situation weiterhin beibehalten wurde. Daraufhin teilten die gemeinsamen Abteilungen im Februar 1950 dem Minister mit, dass sie bereit seien, bei einer Übernahme durch die Annahme einer Zahlungsvereinbarung zusammenzuarbeiten. Sie wiesen jedoch darauf hin, dass die jährliche Entschädigung nur bis 1949 vereinbart worden war und dass diese auch für die kommenden Jahre festgelegt werden müsse.
Am 23. Juni 1950 ernannten die V.N.I.S.T.M. einen Ausschuss, der dem Minister in enger Zusammenarbeit mit den Unternehmen Bericht über die Rückkaufkosten und Zahlungsbedingungen erstattete. Nachdem die Direktoren ihre Zusammenarbeit zugesagt hatten, wurde dieser Ausschuss unter dem Vorsitz des Eisenbahndienstes mit Ministerialerlass vom 19. August 1950 gegründet. Dieser Ausschuss beriet Mitte 1952 den Minister. Diese Stellungnahme wurde im März 1953 im Finanz- und Finanzrat diskutiert, der der Stellungnahme zustimmte, und dem Kommunikationsminister genehmigte, die Verhandlungen mit der V.N.I.S.T.M. durchzuführen.
Im März 1953 richtete der Minister ein neues Komitee ein, das mit der Durchführung der Verhandlungen betraut war. Zu diesem Zweck autorisierte die Gesellschaft die Ingenieure A.S. Carpentier Alting und B.W. Colenbrander. Alle Versuche, zu einer fruchtbaren Konsultation zu gelangen, scheiterten jedoch, was weitgehend auf die vielen indonesischen Kabinettswechsel zurückzuführen war, die dazu führten, dass sie sich immer wieder mit einem neuen Kommunikationsminister auseinandersetzen mussten.
Die Neuguinea-Frage und die von Sukarno ergriffenen anti-holländischen Maßnahmen, einschließlich der Verstaatlichung der niederländischen Unternehmen, haben den Verhandlungen endgültig ein Ende gesetzt. Damit endete auch die Vertretung der Unternehmen in Indonesien. Als 1966 sich die diplomatischen Beziehungen zwischen den Niederlanden und Indonesien normalisierten, wurden die Verhandlungen über die Entschädigung fortgesetzt. Die Niederlande würden die Anträge prüfen, die Zuweisungen vornehmen und die Verteilung der Raten regeln. Als schließlich 1970 bekannt wurde, welcher Betrag gezahlt werden sollte, wurde beschlossen, die in der V.N.I.S.T.M. vereinigten Gesellschaften zu liquidieren. Die letzte Eisenbahnstrecke auf Madura wurde 1987 offiziell stillgelegt.

## Fahrzeuge

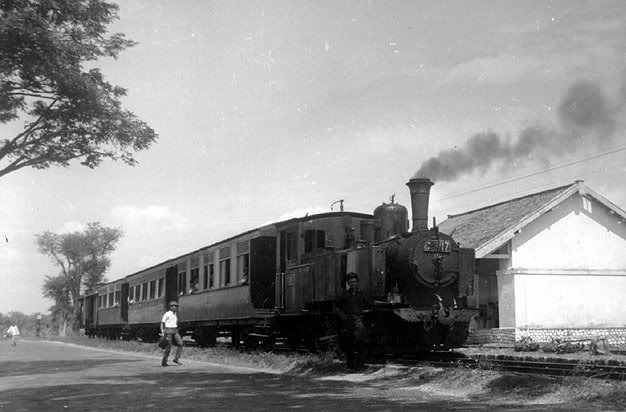
Dampflokomotive C3117 in den 1960er Jahren

Im Jahr 1930 bestanden die Schienenfahrzeuge aus 33 Lokomotiven, 367 Wagen und Güterwagen und 23 Bussen.
Von Hartmann gab es zwanzig dreiachsige 0-6-0-Dampflokomotiven (C-Kuppler) mit den Seriennummern 2435–2446 aus dem Baujahr 1898 und mit den Seriennummern 2476–2483 aus dem Baujahr 1899, die bei der Madoera Stoomtram Maatschappij die Nummern C3101–C3120 trugen. Zwei zweiachsige 0-4-0 Hohenzollern-Dampflokomotiven (Achsfolge Bt) mit den Seriennummern 1056 und 1057 aus dem Baujahr 1897 liefen unter den Nummern 26 und 27.
Außerdem gab es vier Dampfschiffe, sechs Motorschiffe, 17 Bargen und einen Bagger. Die Schiffe hießen Caroline (I., 1901), Caroline (II., 1902), Resident Bodemeijer (1902), und Elisabeth Caroline (1936).

## Infrastruktur

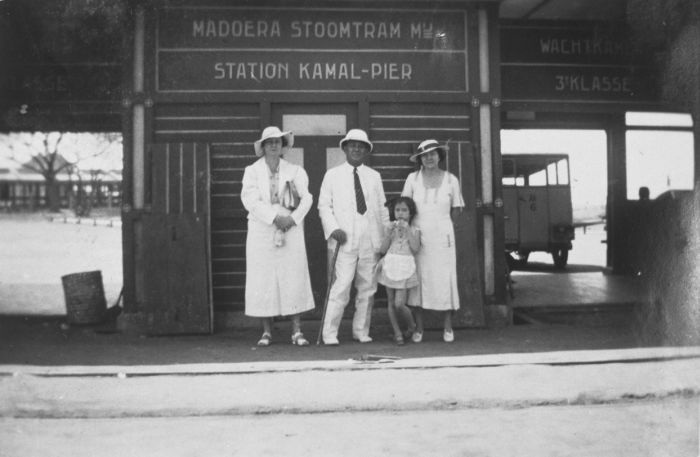
Station Kamal-Pier
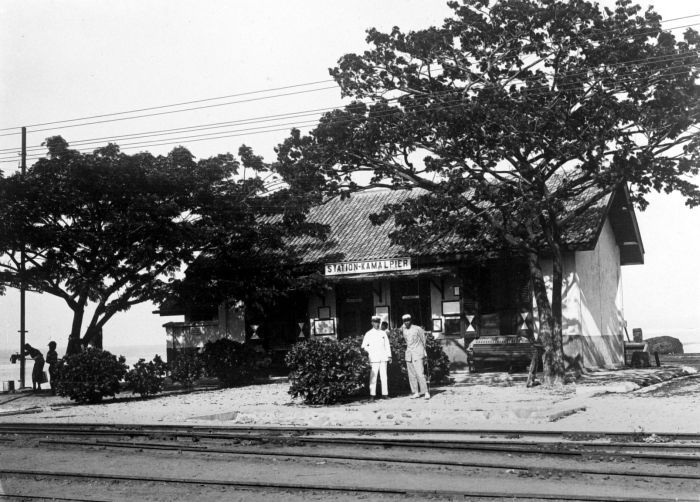
Station Kamal-Pier
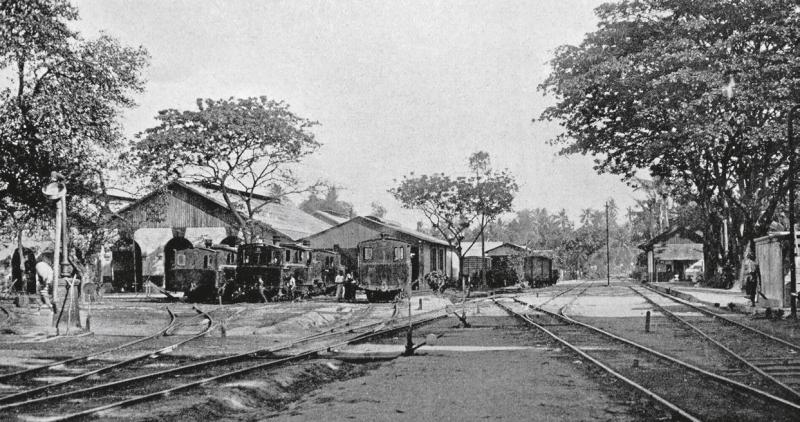
Straßenbahndepot in Kamal um 1929
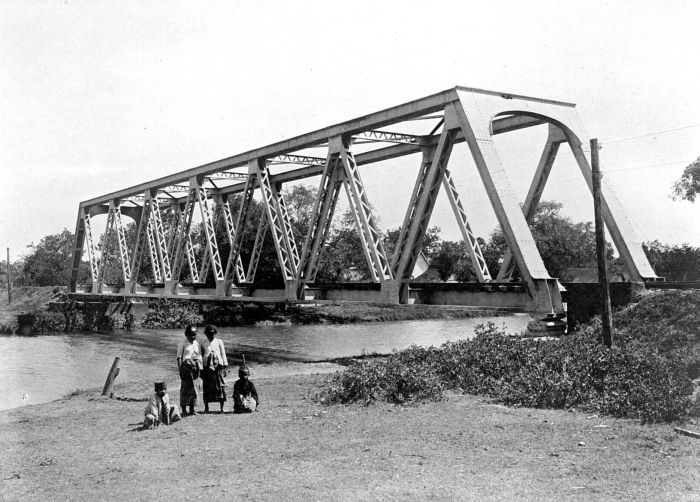
Brücke in Sungai Sampang

## Schienennetz
Insgesamt betrug die Länge des Straßenbahnnetzes auf Madura anfangs 142 Kilometer und im Jahr 1939 sogar 213 Kilometer. Die folgenden Straßenbahnlinien wurden von der Madoera Stoomtram Maatschappij gebaut und betrieben:
| Nr. | Startstation | Endstation | Straßenbahnlinie        | Bemerkungen |
| --- | ------------ | ---------- | ----------------------- | --- |
| 1.  | Kwanyar      | Kalianget  | Linie Kwanyar-Kalianget | Der Streckenabschnitt Pamekasan-Kalianget wurde im Zweiten Weltkrieg durch die Japaner zerstört, der Streckenabschnitt Kwanyar-Pamekasan soll wieder in Betrieb genommen werden |
| 2.  | Kamal-Pier   | Kwanyar    | Linie Kamal-Kwanyar     | über Bangkalan, der Streckenabschnitt Kamal-Bangkalan soll wieder in Betrieb genommen werden                                                                                    |
| 3.  | Kamal-Pier   | Kwanyar    | Linie Kamal-Kwanyar     | über Sukolilo, soll wieder in Betrieb genommen werden |